# 東長原站
东长原站（日语：／ Higashi-Nagahara eki */?）位于福岛县会津若松市河東町熊野堂字一本木，是东日本旅客铁道（JR東日本）管辖的磐越西线上的鐵路車站。

## 历史
本站开业时由昭和电工全额出资，为解决东长原事业所员工通勤而建。
- 1940年12月20日 - 作为铁道省车站投入运营[2]。
- 1987年4月1日 - 国铁分割民营化后成为JR东日本车站。
- 1993年3月19日 - 会津若松站停止派员，成为无人站。

## 车站结构
侧式站台2台2线的地上车站。站台间通过道口连接。
会津若松站管理的无人站。原有人站时期的站房被拆去，只保留简易候车屋。

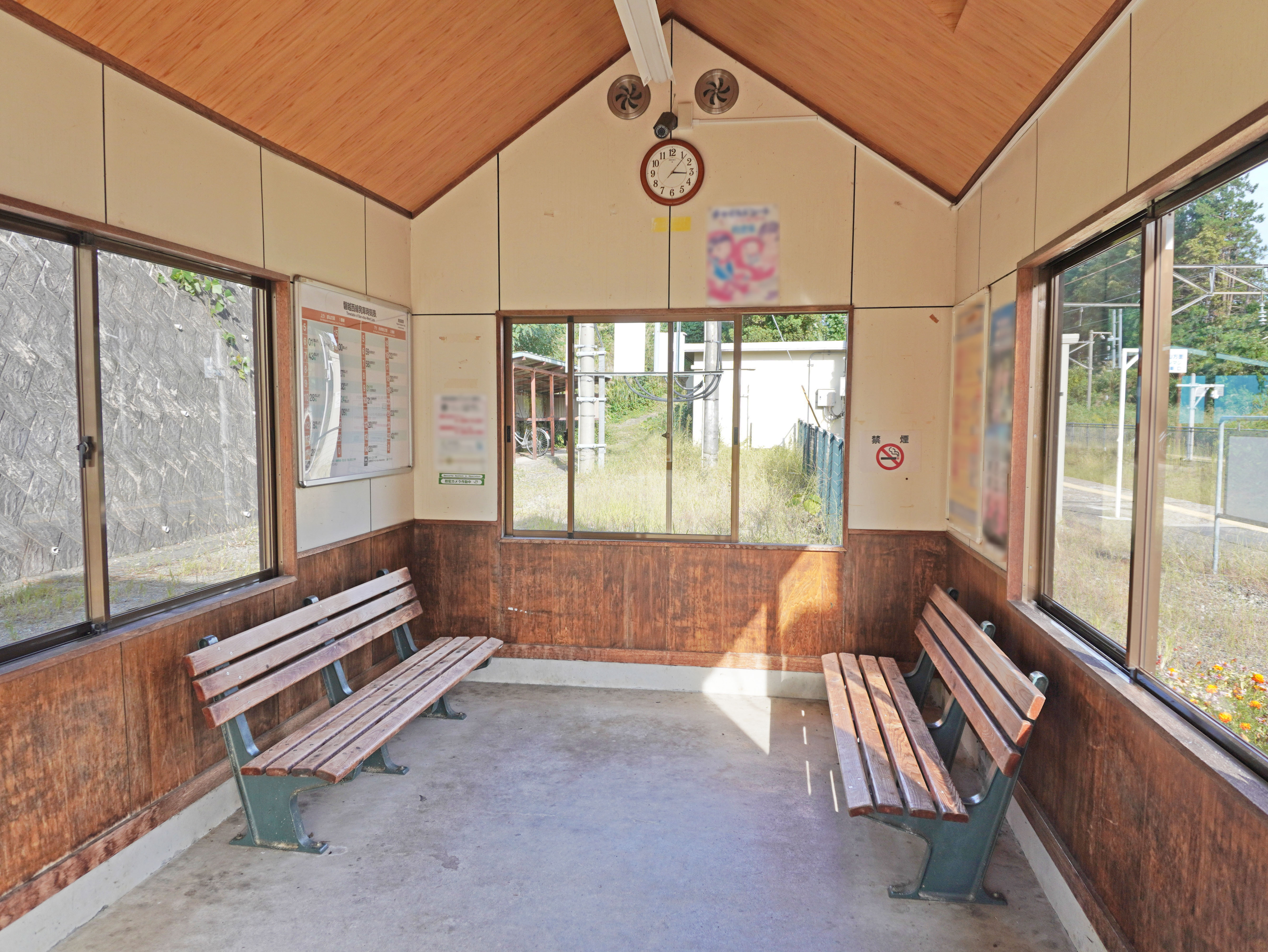
候車室（2022年9月）
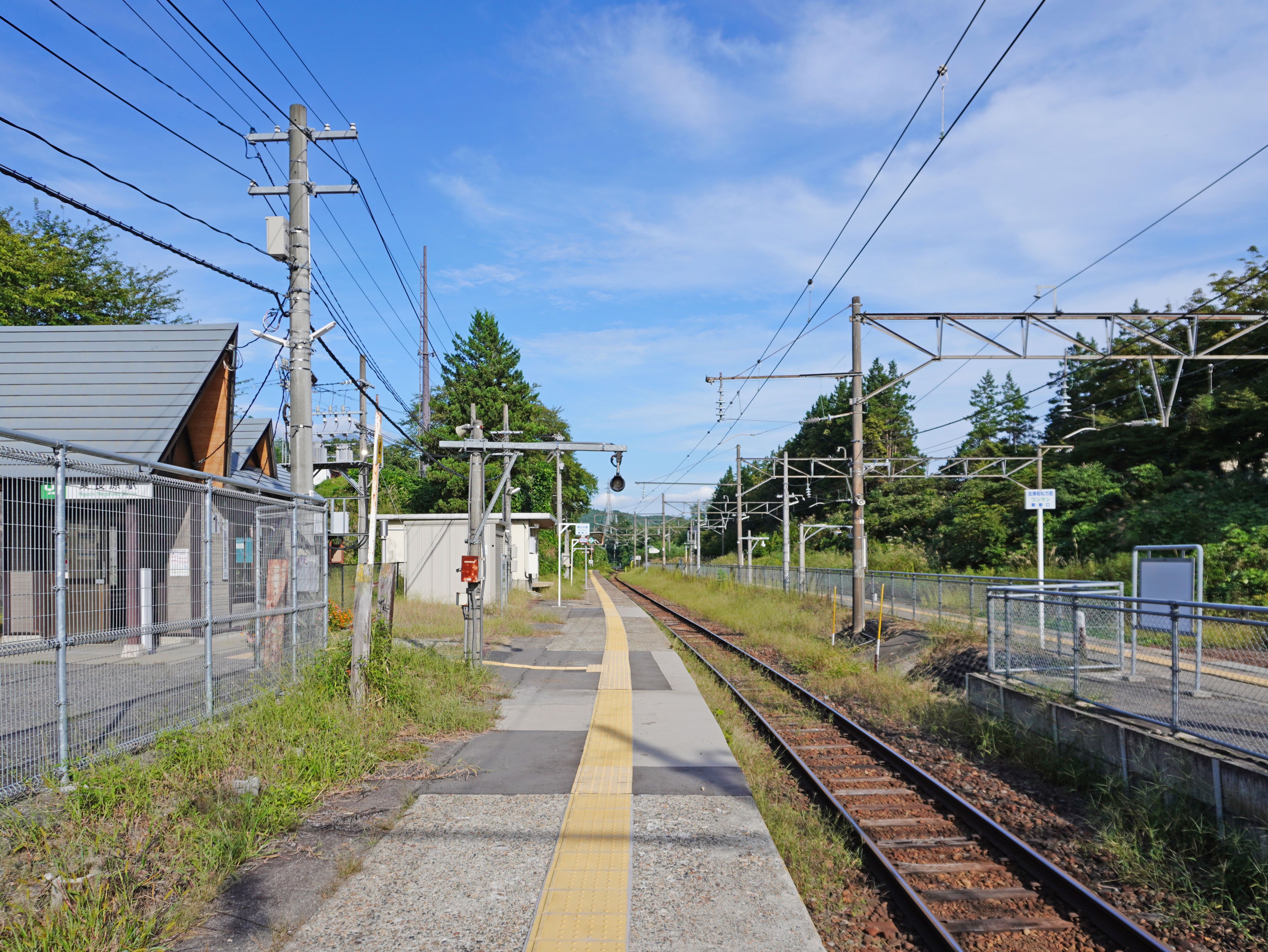
1號月台（2022年9月）
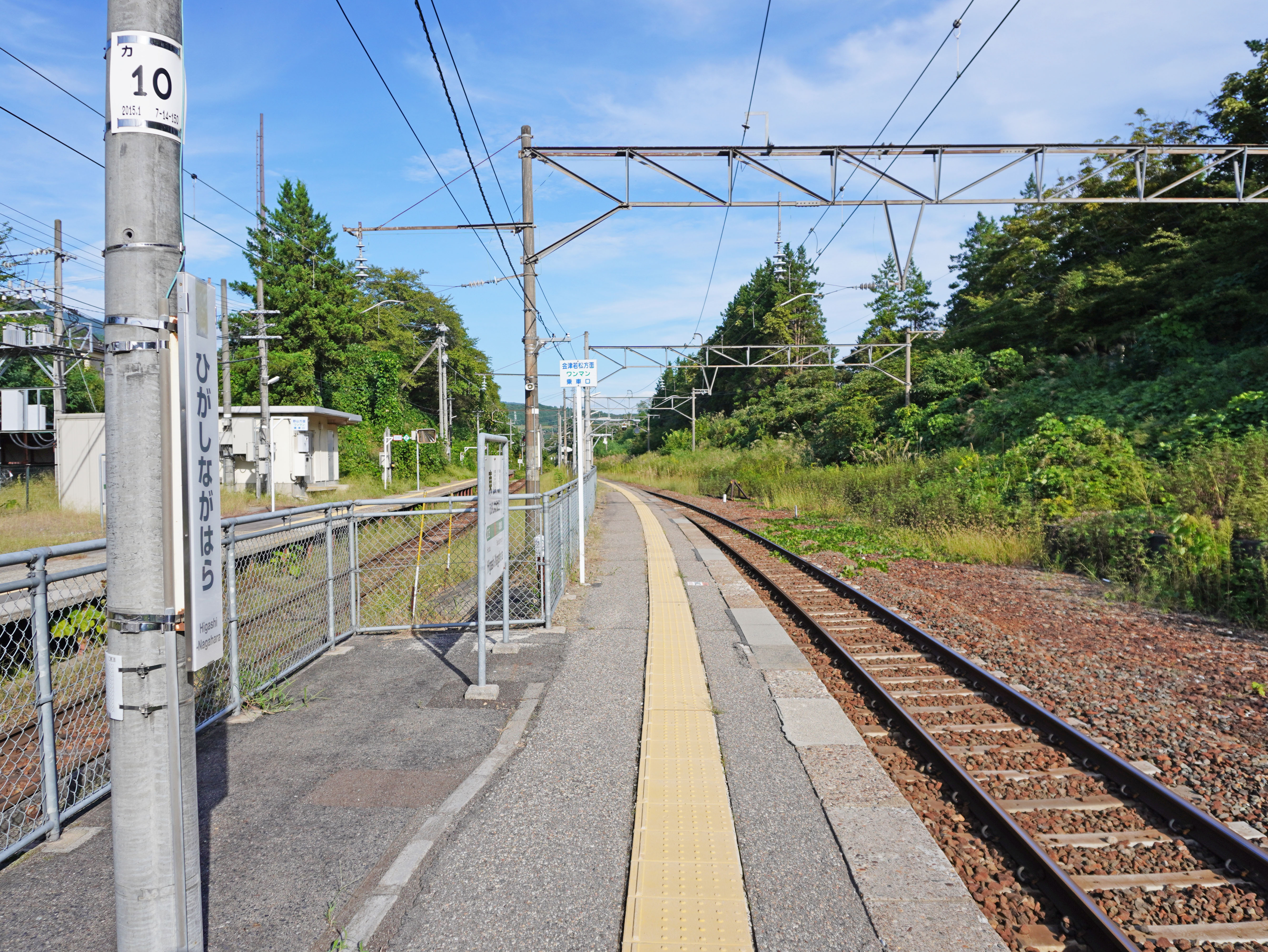
2號月台（2022年9月）
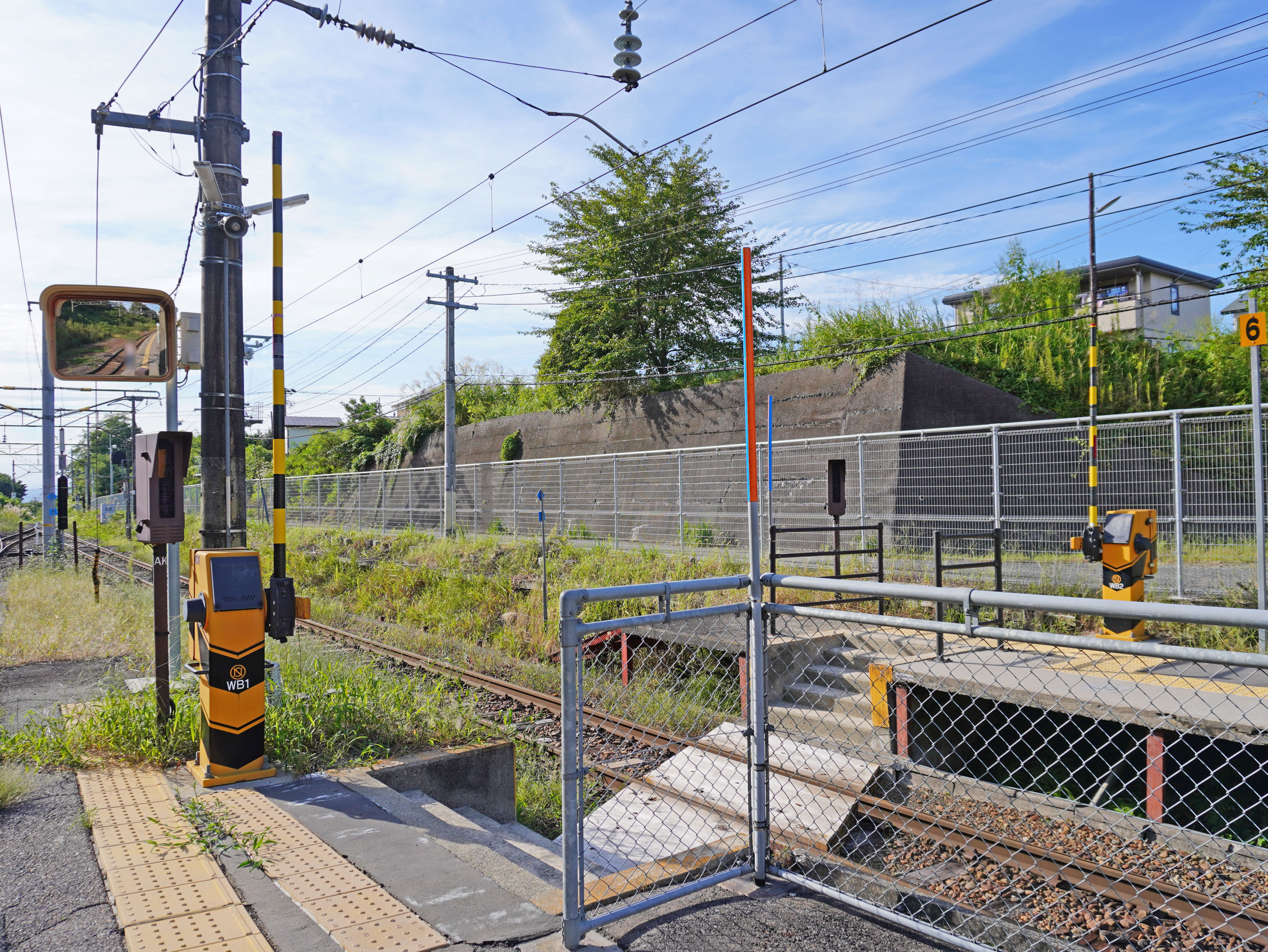
站内平交道（2022年9月）

### 站台配置
| 站台 | 路线      | 方向 | 目的地               |
| ---- | --------- | ---- | -------------------- |
| 1    | ■磐越西线 | 上行 | 猪苗代、郡山方向     |
| 2    | ■磐越西线 | 下行 | 会津若松、喜多方方向 |

## 相邻车站
東日本旅客铁道（JR東日本）
■磐越西线
□快速（部分列车停车）、■普通
磐梯町－东长原－广田